# Faisel Darwish
Faisel Darwish (arabsky فيصل درويش‎; * 3. července 1991) je saúdskoarabský fotbalista hrající na postu záložníka, který v současnosti hraje za saúdskoarabský klub Al Hilal FC.